# Dugački pregibač prstiju
Dugački pregibač prstiju (lat. musculus flexor digitorum longus) mišić je stražnje strane potkoljenice. Mišić inervira goljenični živac lat. nervus tibialis. 

## Polazište i hvatište
Mišić polazi s goljenične kosti (stražnje strane), prelazi u tetivu koja se u stopalu dijeli u četiri snopa. Svaki od snopova hvataju se za distalne članke 2., 3., 4. i 5. prsta.